# Sericosema incarnata
Sericosema incarnata là một loài bướm đêm trong họ Geometridae.